# Есколка
Есколка (итал. Escolca) је насеље у Италији у округу Каљари, региону Сардинија.
Према процени из 2011. у насељу је живело 624 становника. Насеље се налази на надморској висини од 407 м.

## Становништво
| 1936. | 1951. | 1961. | 1971. | 1981. | 1991. | 2001. | 2011. |
| ----- | ----- | ----- | ----- | ----- | ----- | ----- | ----- |
| 775   | 929   | 983   | 876   | 805   | 759   | 692   | 624   |